# Lord Mayor's Show

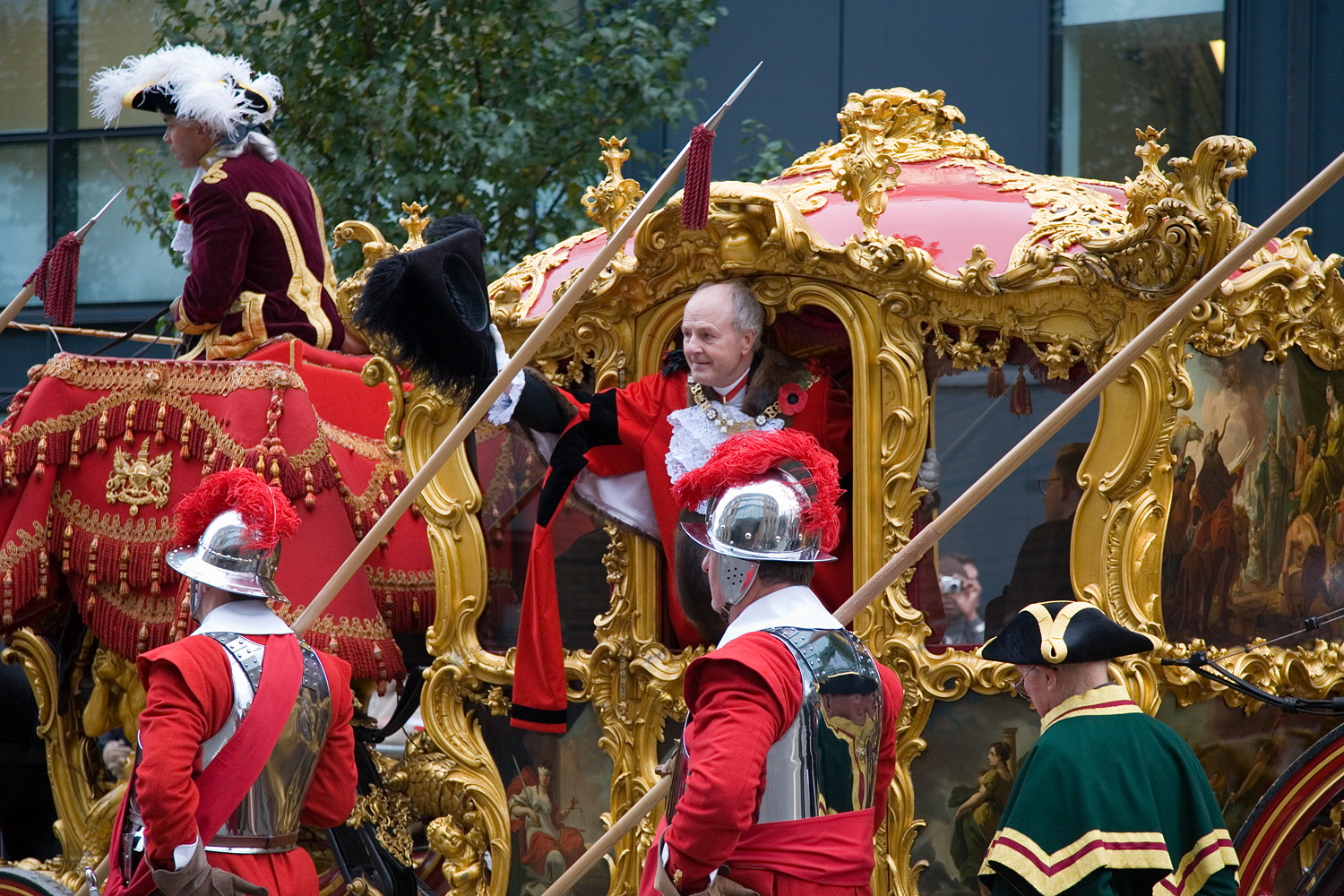
Lord Mayor John Stuttard.

Lord Mayor's Show är en av de äldsta och mest välkända årliga traditionerna i London och kan räknas tillbaka till 1535. Lord Mayor syftar på borgmästaren i City of London, Londons historiska centrum. 
Lord Mayor's Show sker varje år och är ceremonin för den valde borgmästaren. Den består av en gatuparad och liknar idag en karneval. Borgmästaren går i procession från City of London till Royal Courts of Justice i City of Westminster där borgmästaren svär sin trohet till den brittiska kronan. 